# Стефан Урош I
Стефан Урош I е сръбски крал от династията на Неманичите, наследил на престола брат си Стефан Владислав и управлявал Сърбия от 1243 до 1276 г.
Стефан Урош I е най-малкият син на първия рашки крал Стефан Първовенчани и Анна Дандоло, внучка на венецианския дож Енрико Дандоло. Получава сръбската корона през 1243 г., след като брат му Стефан Владислав, протеже на българите, е детрониран от престола. Новият крал обаче запазва добри отношенията си с брат си, чието име се споменава в няколко грамоти на Стефан Урош I.
Възцаряването на Стефан Урош I съвпада с началото на упадъка на могъщите балкански съседи на Сърбия – България и Епирското деспотство, което помага на сръбското кралство да се издигне до влиятелна политическа сила на Балканите. Стефан Урош I допринася за това издигане на страната си, полагайки непрекъснати грижи за ускоряване на стопанското развитие на Рашка. По негова покана от Унгария пристигат саксонски миньори, които да развиват рудодобива от сребърните мини в Бръсково и Рудник. На преселниците е дадено правото на собствено самоуправление и свободно изповядване на католицизма.
Стефан Урош I засилва и търговските връзки на страната си с далматинските градове Дубровник и Котор. Увеличаващите се сребърни добиви и нарастването на търговския оборот са причина за отсичането на по-големи емисии сребърни монети.
Управлението на Стефан Урош I е белязано и от няколко войни, които кралят води срещу своите съседи. През 1252-1253 г. Стефан Урош I воюва срещу Дубровник, а опитите му да установи властта си над Захумлие довеждат до завладяването на тази област от Унгария, на която местният жупан е васал. Към това се прибавя и антисръбския съюз, който Дубровник сключва с Българското царство, и нахлуването на българите в сръбските владения през 1254 г. Притиснат по този начин от няколко страни Урош е принуден да сключи примирие с всеки от съперниците и по този начин успява да неутрализира кризата. Войната с Дубровник избухва отново десетина години по-късно. През 1268 г. Урош I подписва мирен договор с Дубровник, с който договор се определя размерът на ежегодния данък, който градът трябвало да плаща на сръбския крал. През същата година Стефан Урош I нахлува в унгарските владения на юг от река Дунав в днешната област Мачва. Тази инициатива на сръбския крал му струва скъпо - той е пленен от унгарците и е принуден да откупи освобождаването си. В резултат на това между двете страни е сключен мирен договор, скрепен с брак между сина на Урош I Стефан Драгутин и Каталина - дъщерята на унгарския крал Стефан V.
Към края на управлението си Стефан Урош I успява да ликвидира автономията на Захумлие, чиито жупани престават да се избират от местната аристокрация. Опитвайки се да засили централизацията на властта в държавата Стефан Урош I отказва да даде самостоятелно апанажно владение на сина си Стефан Драгутин, известен с угрофилските си настроения, което отчуждава баща и син един от друг. Конфликтът между тях ескалира и Урош I вероятно решава да лиши най-големия си син от престолонаследието, обявявайки по-малкия си син Стефан Милутин за свой наследник. В резултат през 1276 г. Стефан Драгутин въстава срещу баща си и с помощта на унгарските си роднини успява да го детронира. Стефан Урош I е принуден да се оттегли в манастира Сопочани, където умира през 1277 г.

## Наследници
Стефан Урош I е женен за Елена Анжуйска, от която има трима сина и една дъщеря:
- Стефан Драгутин
- Стефан Милутин
- Стефан
- Брънча